# Čukočje
Čukočje (rusky Чукочье озеро) je jezero v deltě Kolymy v Jakutské republice v Rusku. Má rozlohu 120 km²

## Pobřeží
Jezero je mělké s členitým pobřežím.

## Vodní režim
Zdrojem vody jsou sněhové a dešťové srážky. Nedaleko leží jezero Malé Čukočje o rozloze 55 km², se kterým je spojené průtokem. Také je řadou jiných průtoků a jezer spojené s jezerem Něrpičje a s levým ramenem delty Kolymy.